# TCR International Series
TCR International Series fue un campeonato mundial de automóviles de turismo que se disputó desde 2015 hasta 2017, siendo en ese periodo el campeonato más importante de la homologación TCR. La temporada 2018 fue cancelada ya que la categoría se unió al Campeonato Mundial de Turismos, para formar el WTCR.

## Campeones
| Año     | Piloto           | Equipo                   |
| ------- | ---------------- | ------------------------ |
| 2015    | Stefano Comini   | Target Competition       |
| 2016    | Stefano Comini   | Team Craft-Bamboo Lukoil |
| 2017    | Jean-Karl Vernay | M1RA                     |
| Fuente: |                  |                          |